# Юдін Сергій Сергійович (хірург)
Сергій Сергійович Юдін (9 жовтня (27 вересня по старому) 1891 року, Москва — 12 червня 1954) — радянський хірург, доктор медичних наук, головний хірург НДІ СП імені Н. В. Скліфосовського. Йому належить видатна роль у розвитку трансфузіології і трансплантології. Він першим у світі застосував переливання фібрінолізної крові і вважається одним із основоположників сучасної анестезіології.

## Біографія

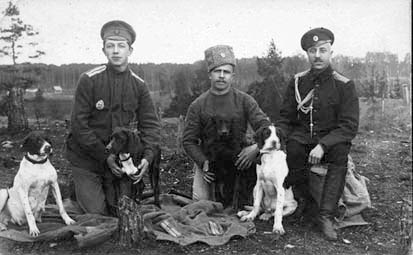
1-а Світова війна, 1915 р., Духовщінський 267-й піхотний полк. Зліва зауряд-лікар С. С. Юдін, праворуч шт. капітан Г. С. Горчаков

Сергій Сергійович Юдін народився в багатій родині. Батько був купцем першої гільдії, володів канітельною фабрикою, а також магазинами з продажу офіцерської форми і військових аксесуарів. Мати була з родини замоскворєцьких купців. У сім'ї було семеро дітей (4 сина та 3 дочки). Сергій був другою дитиною і старшим з синів.
У 1902—1911 роках Сергій Юдін навчався в другій Московській гімназії.
В 1911 році поступив у Московський університет, де отримав медичну освіту і навчався у таких відомих хірургів як Р. І. Венгловський, І. К. Спіжарний, А. П. Губарєв.
У серпні 1914 року, у перші дні війни з Німеччиною, пішов добровольцем до діючої армії.
Навесні 1915 року Юдін завершив навчання, отримав диплом та був призначений на посаду лікаря 276 піхотного полку, а потім начальника 101-го дивізійного санітарного загону при 67 піхотній дивізії.
15 червня 1915 року Юдін отримав важке поранення і контузію. Спочатку він перебував на лікуванні у польовому шпиталі, а потім у Москві.
У 1916 році Юдін одружився зі студенткою Платоновой Наталією Володимирівною. У 1917 році у ных народився син Сергій.
Після служби в армії Юдін працював в хірургічному відділенні санаторію для доліковування поранених «Захар'їно». Вин лікував багатьох хворих з наслідками вогнепальних поранень, патологією шлунково-кишкового тракту та кістковим туберкульозом.
Також в Захар'їно Юдін працював над своєю дисертацією по спинномозкової анестезії, яка у вигляді монографії вийшла в 1925 році і отримала престижну премію ім. Ф. А. Рейну.
З 1922 по 1928 рік Юдін працював хірургом фабричної лікарні у місті Серпухові.
До Юдина часто приїжджали відомі медики з Москви, які вивчали його роботу. Серед них можна відзначити: П. О. Герцена, С. І. Спакокукоцького, П. Д. Соловйова, Е. Г. Саліщева та іншых.
В 1925 і 1928 роках Юдін перебував у відрядженні в Німеччині і США, де познайомився з досягненнями зарубіжної хірургії.
В 1926 році Юдін був обраний приват — доцентом першого Московського державного університету на кафедру факультетської хірургічної клініки професора М. Н. Бурденко. Там він читав курс лекцій з питань знеболення.
В 1928 році Юдіна був призначений завідувачем хірургічного відділення Інституту швидкої допомоги ім. М. В. Скліфосовського. В 1931 році він став професором, директором клініки і керівником кафедри невідкладної хірургії.
В 1930 році зробів перше переливання трупної крові, коли у клініку доставили труп людини, яка раптово померла від нещасного випадку. Юдін шприцом взяв кров трупа і перелив її хворому у стані агонії. Через деякий час хворий став одужувати.
Під час війни Інститут ім. Сліфосовського став шпиталем. Поранених доставляли постійно. Юдін зі своїми колегами-хірургами дуже багато працювали і майже не спали. В результаті такого великого напруження Юдін пережив важкий інфаркт.
Юдін в числі перших десяти хірургів став дійсним членом АМН СРСР. Був почесним членом багатьох хірургічних товариств та міжнародних асоціацій хірургів Великої Британії і Америки, а також почесним доктором Сорбонни.
Будучи хворим, він розпочав підготовку письмових рекомендацій для військових лікарів під назвою «Про лікування вогнепальних поранень стегна». Потім, протягом всієї війни, Юдін опублікував величезну кількість таких брошур.
Також за короткий проміжок часу Юдін створив портативний ортопедичний апарат, який давав змогу «підвішувати» ногу пораненого для гіпсування.
За 25 років роботи в Інституті ім. Скліфосовського він зробив 600 операцій зі створення штучного стравоходу. Крім того, Юдін приділяв велику увагу шлунковій хірургії і зробив більше 17 тис. операцій на шлунок. Також він запропонував модифікацію пластики шлунка, яка відома, як операція Ру-Герцена-Юдіна.

## Арешт і смерть
Юдін був заарештований 23 грудня 1948 року і звинувачений, як ворог Радянської держави, що постачав англійську розвідку шпигунськими відомостями про нашу країну.
Більше трьох років він провів у Лефортово і в одиночній камері на Луб'янці, де переніс повторний інфаркт. Випросивши шматочок олівця і газету Юдін написав книгу «Роздуми хірурга», на вільних від тексту місцях газети.
Потім Юдін був відправлений на заслання на 10 років в Новосибірську область, м. Бердськ, проте в 1953 році з нього були зняті звинувачення і він повернувся в Москву.
Однак важкі роки, проведені у тюрмах і на засланні, не пройшли для нього безслідно. У червні 1954 року Юдін помер і був похований на Новодівичому кладовищі.
Юдін був популярний не тільки в медичних колах, а й серед творчої інтелігенції. Він надихнув на створення живописних і скульптурних портретів таких художників і скульпторів, як М. В. Нестеров, О. І. Лактіонов, Кукринікси, В. І. Мухіна та інші. Також його образ знайшов відображення в п'єсі О. Є. Корнійчука «Платон Кречет».
«Не помирай, поки живеш» — таким був девіз життя С. С. Юдіна.

## Нагороди і премії
- Заслужений діяч науки РРФСР (1943)
- Сталінська премія другого ступеня (1942) — за наукові роботи з військово-польової хірургії і по штучному стравоходу
- Сталінська премія першого ступеня (1948) — за розробку нових методів відновної хірургії при непрохідності стравоходу
- Ленінська премія (1962 — посмертно) — за розробку і впровадження в практику методу заготівлі та використання фібрінолізной крові
- Орден Леніна
- Два ордена Червоного Прапора (1944; 1945)
- Георгіївська медаль[6]

## Наукові роботи
Юдін написав 15 монографій, опублікував 181 наукову роботу:
- Юдін С. С. Спинномозкова анестезія. — 1925
- Юдін С. С. В гостях у американських хірургів // Нов. хірургічний архів. — 1927. — № 46-54.
- Юдін С. С. Переливання трупної крові // Правда. — 1935; 10 березня
- Юдін С. С. Відновлювальна хірургія при непрохідності стравоходу. — М . Медгиз, 1954. — 272 с.
- Юдін С. С. Вибрані твори. Питання військово-польової хірургії і переливання посмертної крові. — М . Медгиз, 1960. — 552 с.
- Юдін С. С. Думки про медицину. — М., 1968. — 80 с.
- Юдін С. С. Роздуми хірурга [Архівовано 17 вересня 2016 у Wayback Machine.]. — М . Медицина, 1968.
- Юдін С. С. Вибране. — М., 1991. — 400 с.
- Юдін С. С. Етюди шлункової хірургії. — М . Біном, 2003. — 423 с.